# Polhem-rad
Het Polhem-rad is een werktuig dat een mechanische kracht uitgeoefend door wind of water in een heen- en weergaande beweging overbrengt op een ander object.
Het Polhem-rad werd tegen het einde van de 17e eeuw uitgevonden door Christoffel Polhem als middel ter ondersteuning van de Zweedse mijnbouw. De Zweedse mijnen hadden destijds te kampen met veelvuldige overstromingen, door het overvloedig aanwezige water in Zweden. Polhem introduceerde zijn rad om van het probleem de oplossing te maken — met het Polhem-rad kon de beweging van een stromende rivier overgebracht worden op een pomp.

## Constructie
Het Polhem-rad is in principe een gewoon waterrad, waarbij water of een andere vloeistof een kracht uitoefent op schoepen die aangebracht zijn tussen twee evenwijdige ringen.
Het verschil met een waterrad is dat het Polhem-rad beschikt over twee latten die aan weerszijden van het rad zijn aangebracht in het midden van het rad (op het punt waar een normaal waterrad verbonden is aan de as die het rad aan moet drijven). De latten zijn in elkaars verlengde aangelegd, 180° ten opzichte van elkaar gedraaid. Het geheel heeft veel weg van de krukas constructie die gebruikt wordt voor de aandrijving van een fiets, zuigermotor of locomotief.
Dat laatste is nu juist het punt van een Polhem-rad. Het rad brengt de beweging van het water over in een omgekeerde fietsbeweging, waarbij de "trappers" de "benen" voortbewegen in plaats van andersom. Het nut van deze overbrenging ten opzichte van een normaal waterrad is dat de kracht van het water overgebracht kon worden op dunne latten ("benen") in plaats van op de zware as-en-tandwiel constructies die het binnenwerk vormen van menig watermolen. Deze latten kunnen dan weer doorverbonden worden met andere latten en die weer met andere latten enzovoorts. Op deze manier kon Polhem in Zweden de kracht van een rivier over grote afstanden transporteren om pompen aan te drijven voor mijnen, of later ook lopende band constructies voor het transport van ijzererts.
Hierboven zien we het bovenaanzicht van het Polhemrad systeem.
Het rad draait in dit geval met de klok mee, dus op de afbeelding rechtsom. Aan de Drijfstangen zitten houten palen (ook wel de krukken genoemd) bevestigd, hier rood gekleurd. Deze palen bestonden meestal uit volledige dennen-stammen. Aan het eind van de palen zat een draaischijf (meestal 10 meter verderop), die in het midden vast zat aan een gewone paal, waardoor de schijf dus kon draaien. De houten palen zaten vast aan deze schijf door middel van een soort pin, die door het eind van de kruk, en door de draaischijf was gestoken. Deze pin kon vrij bewegen, maar kon er niet uitvallen. 
Als het waterrad bewoog, bewogen de krukken dus naar voor en naar achter, op de tekening dus van links naar rechts en andersom. Omdat de krukken vast zaten aan het wiel, en de krukken werden bewogen, ging het wiel draaien. 
Aan dit wiel zaten nog twee andere krukken bevestigd (hier groen), op dezelfde manier als de andere. Deze krukken zaten ook weer bestigd aan eenzelfde soort wiel, 10 meter verderop, en aan dat wiel zaten ook weer krukken bevestigd etc. 
Dus als de krukken bewogen, en het wiel ging draaien, gingen de andere krukken ook bewegen, die vervolgens weer een wiel lieten draaien etc. Op de onderste tekening staat aangegeven hoe de stand eruitziet als het rad 180 graden heeft rondgedraaid. De krukken zijn bewogen, en het wiel ook. De groene krukken zijn hier dus, voor de tekening, omlaag en omhoog gegaan. 
Op deze manier waren er in Zweden wel netwerken van deze krukken van 5 kilometer. Maar deze netwerken waren in die tijd net zo normaal als de elektriciteits-kabels nu.